# Ostrovo (gmina Veliko Gradište)
Ostrovo (cyr. Острово) – wieś w Serbii, w okręgu braniczewskim, w gminie Veliko Gradište. W 2011 roku liczyła 264 mieszkańców.